# Baume-les-Dames
Baume-les-Dames is een gemeente in het Franse departement Doubs (regio Bourgogne-Franche-Comté). De plaats maakt deel uit van het arrondissement Besançon.  Baume-les-Dames telde op 1 januari 2022 5.064 inwoners.

## Geografie
De oppervlakte van Baume-les-Dames bedraagt 24,79 km², de bevolkingsdichtheid is 201 inwoners per km² (per 1 januari 2019).

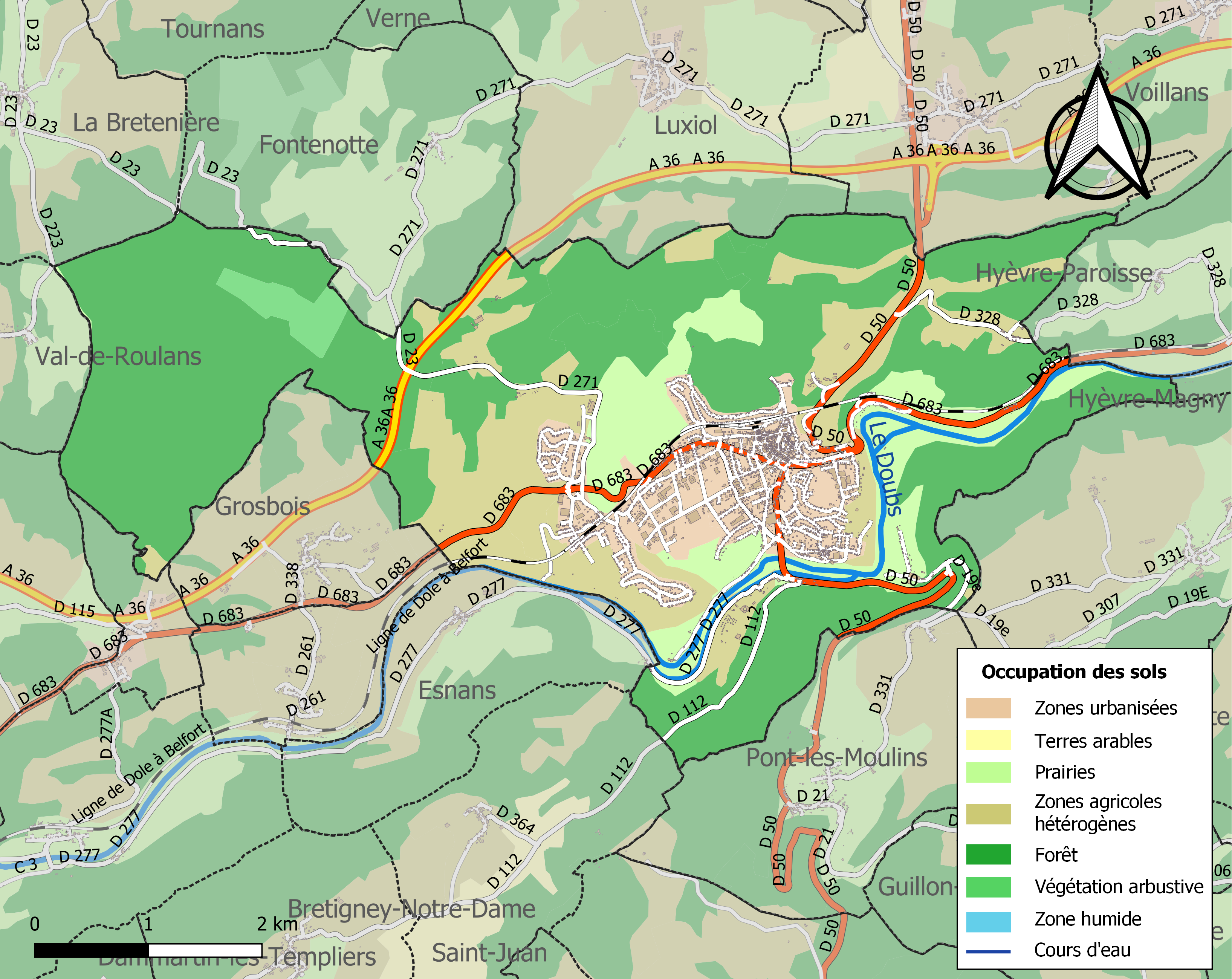
Kaart van de gemeente met de belangrijkste infrastructuur, bodemgebruik en omliggende gemeenten

## Verkeer
In de gemeente ligt spoorwegstation Baume-les-Dames.
De gemeente heeft een aansluiting op de autoweg A36.

## Demografie
Onderstaande figuur toont het verloop van het inwonertal (bron: INSEE-tellingen).

## Geboren in Baume-les-Dames
- Jean Baptiste Bassand (1680-1742), hofarts te Wenen
- Jean-Jacques Ebelmen (1814-1852), scheikundige

## Afbeeldingen

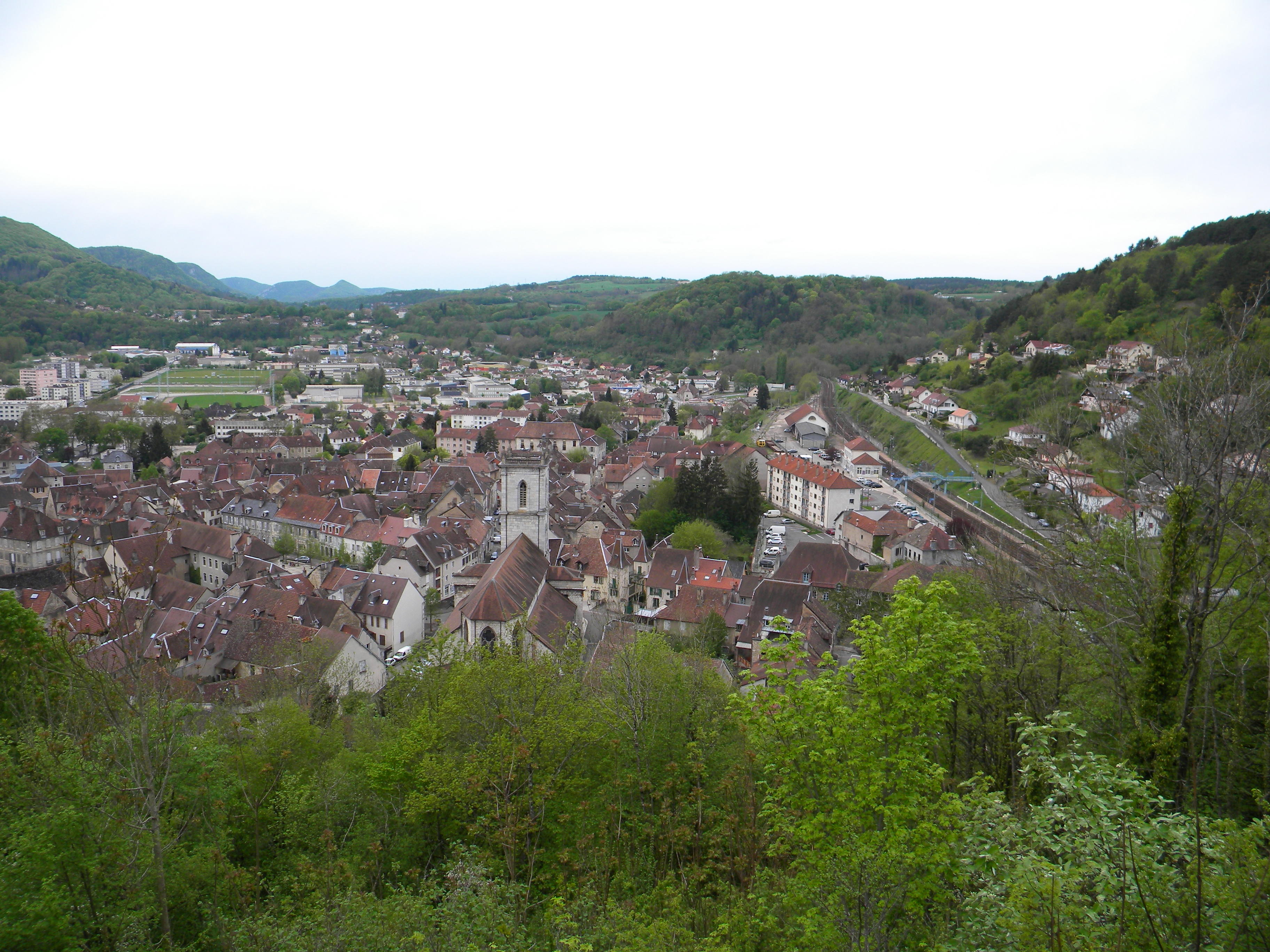
Gezicht op Baume-les-Dames
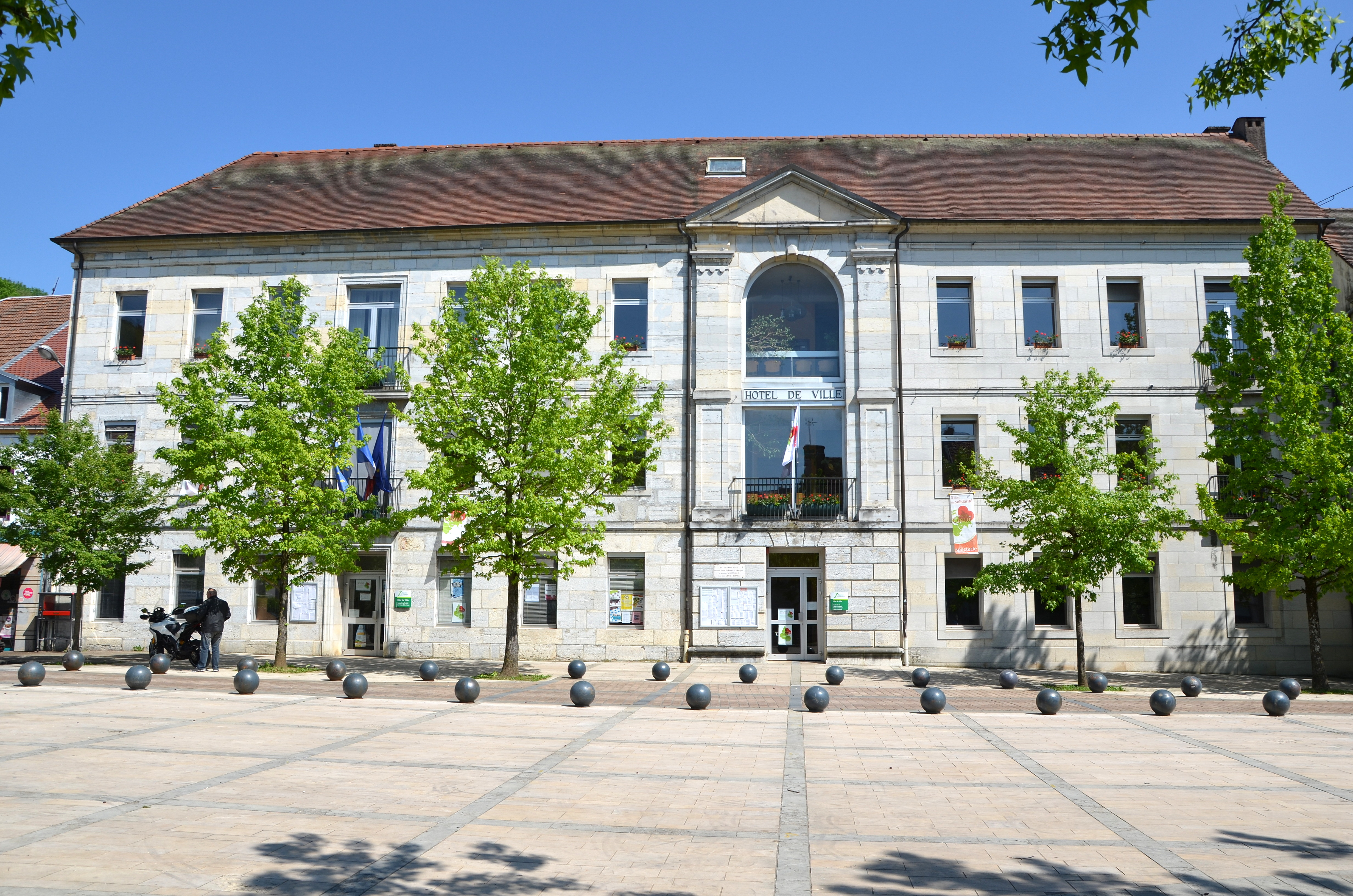
Stadhuis
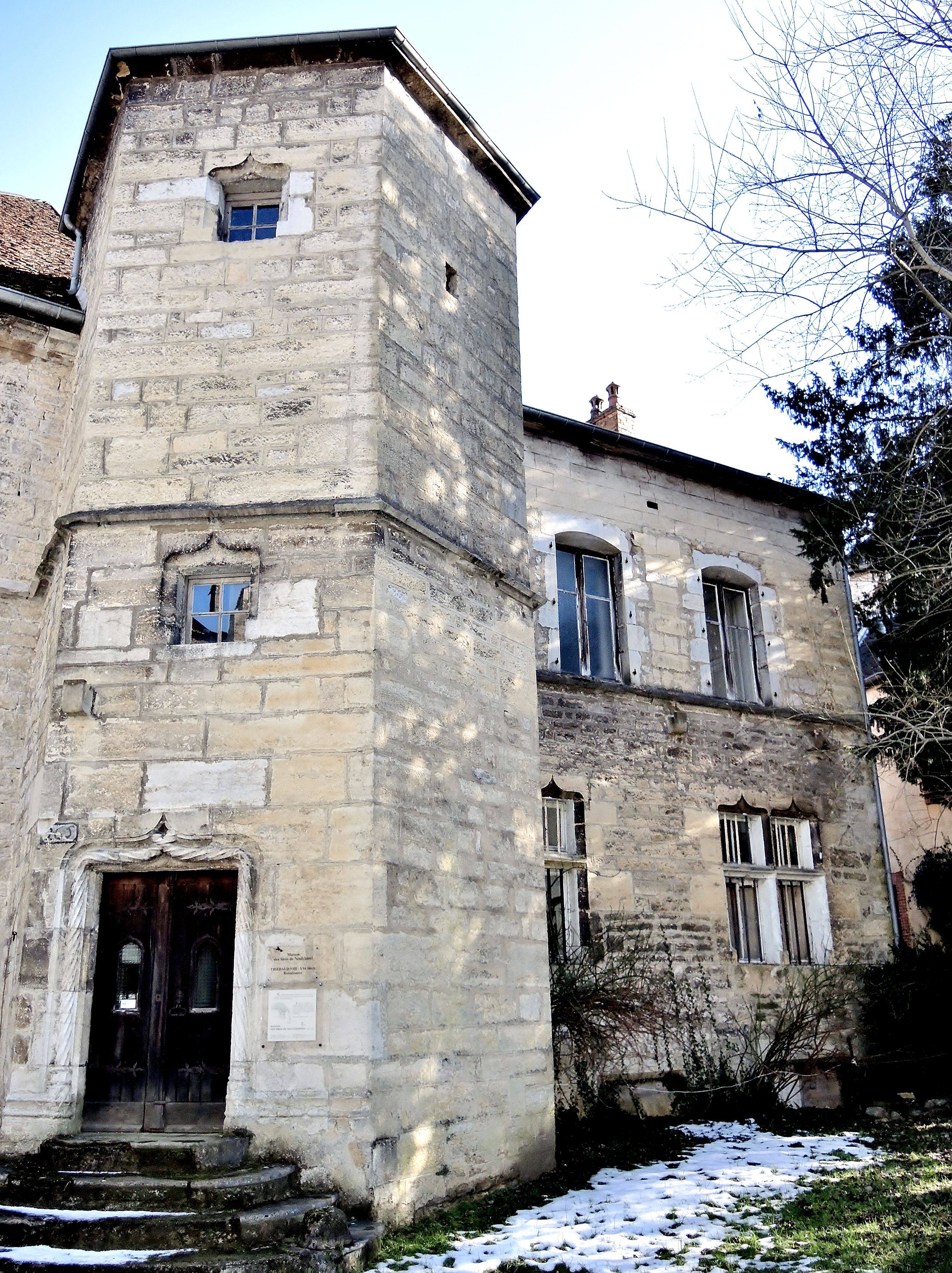
Hôtel des sires de Neuchâtel